# Радчиха
Ра́дчиха (укр. Ра́дчиха) — село в Катеринопольском районе Черкасской области Украины.
Почтовый индекс — 20511. Телефонный код — 4742.

## Население
Население по переписи 2001 года составляло 514 человек.

### Языковой состав
Родной язык населения по данным переписи 2001 года:
| Язык       | Численность, чел. | Доля     |
| ---------- | ----------------- | -------- |
| Украинский | 499               | 97,08 %  |
| Русский    | 14                | 2,72 %   |
| Другое     | 1                 | 0,20 %   |
| Итого      | 514               | 100,00 % |

## Местный совет
20511, Черкасская обл., Катеринопольский р-н, c. Радчиха